# Coptotettix quinquecarinatus
Coptotettix quinquecarinatus är en insektsart som först beskrevs av Sjöstedt 1932.  Coptotettix quinquecarinatus ingår i släktet Coptotettix och familjen torngräshoppor. Inga underarter finns listade i Catalogue of Life.